# Alexandre Zacarias de Assunção
Alexandre Zacarias de Assumpção (Rio de Janeiro, 19 de dezembro de 1895 — Rio de Janeiro, 11 de agosto de 1981) foi um militar e político brasileiro que foi governador do Pará.

## Dados biográficos
Filho de Alexandre Zacarias de Assunção e Maria Mailler Cavalcanti de Assunção. Aluno do Colégio Militar do Rio de Janeiro, teve formação em Agrimensura. Sua carreira militar teve sequência em 1911 quando ingressou na Escola Militar do Realengo. Agiu no combate à Aliança Nacional Libertadora em 1935 reprimindo a Intentona Comunista e nesse choque foi ferido ao lutar na Escola de Aviação Militar do Campo dos Afonsos. Comandante do 1º Batalhão de Infantaria Motorizado na então capital federal em 1940, assumiu depois a Infantaria Divisionária da 4.ª Brigada de Infantaria Leve, em Juiz de Fora. Na Segunda Guerra Mundial esteve à frente da Base Aérea de Natal e ao fim do conflito assumiu o comando da VIII Região Militar em Belém.
Foi comandante da Polícia Militar do Distrito Federal, atual Polícia Militar do Estado do Rio de Janeiro, entre 1945 e 1947, num instante posterior à sua entrada na política, quando do processo de redemocratização após o Estado Novo.
Posteriormente, comandou a 9.ª Região Militar, em Campo Grande. Em seguida, comandou o IV Exército, em Recife, entre 12 de fevereiro e 10 de junho de 1957.
Foi, ainda, Chefe do Departamento Geral de Serviços do Exército e membro do Clube Militar, sendo reformado no posto de Marechal.

## Carreira política
Na semana seguinte à deposição de Getúlio Vargas, foi nomeado interventor federal no Pará. Em 1947 estava no PSP e foi derrotado por Moura Carvalho ao disputar o governo do estado, mas elegeu-se para o cargo em 1950 num mandato de cinco anos. Eleito senador pelo PTB em 1958, transitou pela UDN e PSD disputando, respectivamente, o governo do Pará em 1960 e 1965, sem obter a vitória. Com a imposição do bipartidarismo pelo Regime Militar de 1964 optou pelo ingresso na ARENA, pela qual candidatou-se, sem sucesso, a deputado federal em 1966.